# José Inés Chávez García

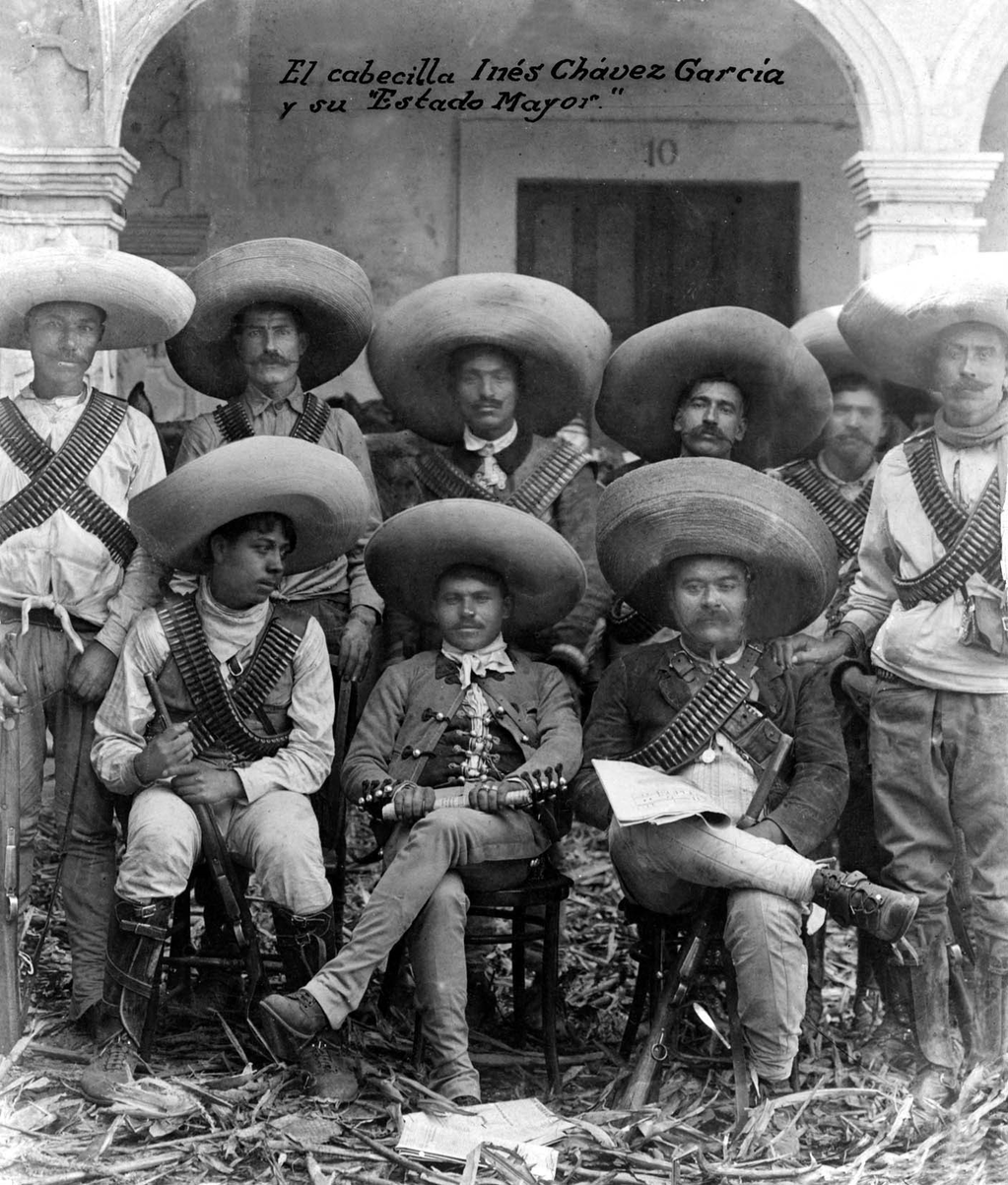
José Inés Chávez García

José Inés Chávez García (Puruándiro, 19 april 1889 - Penjamillo, 11 november 1918), bijgenaamd 'de Dzjengis Khan van Michoacán', was een Mexicaans rebel.
Chávez García werd geboren als José Inés García Chávez, het is niet bekend waarom hij zijn achternamen omdraaide. Naar aanleiding van een liefdesaffaire sloot hij zich aan bij een bende bandieten, maar was ook enige tijd werkzaam bij de rurales. Bij het uitbreken van de Mexicaanse Revolutie sloot hij zich aan bij de revolutionairen van Francisco I. Madero en was later actief in het verzet tegen de dictator Victoriano Huerta aan de zijde van Anastasio Pantoja. Pantoja koos na de breuk van het revolutionaire leiderschap de zijde van de conventionalisten van Pancho Villa, maar werd door de constitutionalistische generaal Francisco Murguía vermoord, waarna Chávez García zijn eigen legertje begon.
Vanaf dat moment begon Chávez García een drie jaar durende ongekend wreedaardige terreurcampagne. Met een legertje van zo'n 3000 man, de Leopardos Pintados (beschilderde panters) zaaide hij dood en verderf in de grensregio van de staten Michoacán, Jalisco en Guanajuato. Chávez García verklaarde zelf te vechten tegen de constitutionalisten aan de zijde van Pancho Villa, maar Villa wilde niets met Chávez te maken hebben. Chávez' aanvallen gingen steevast gepaard met grootschalige moord, plundering, marteling, brandstichting en vooral verkrachting. Volgens de legende van de 'maagden van Tacámbaro' zouden meisjes en vrouwen in de plaats Tacámbaro zich van het leven beroofd hebben door van het balkon van het plaatselijke theater te springen om niet in de handen van Chávez' troepen te vallen. Chávez en zijn mannen werden de schrik van de regio, en hij kreeg bijnamen als de 'zwarte vogel', de 'Dzjengis Khan van Michoacán' en 'het beest'. Chávez maakte handig gebruik van het machtsvacuüm dat wegens de nog altijd niet geëindigde strijd tussen de constitutionalisten en conventionalisten bestond. Het federale leger had lange tijd niet de mogelijkheid actie te ondernemen, zodat slechts lokale milities zich tegen hem konden verzetten. Onder andere de steden La Piedad, Los Reyes, Zacapu, Pátzcuaro, Tacámbaro en Quiroga werden door de Leopardos Pintados geplunderd.
Begin 1918 opende generaal Manuel M. Diéguez de jacht op Chávez García, waarna hij al snel de controle over zijn domein kwijtraakte. Hij overleed op 11 november van dat jaar aan de Spaanse griep.